# Musi (Indonesia)
Il Musi è un fiume dell'Indonesia, situato nella parte meridionale dell'isola di Sumatra.
Ha una lunghezza di circa 750 km e drena la maggior parte del territorio della provincia di Sumatra Meridionale. Sorge dai monti Barisan, scorre verso sud-est e, dopo aver attraversato la città di Palembang, la capitale della provincia, si unisce ad altri vari fiumi, tra cui il fiume Banyuasin, per formare un delta e sfociare nello stretto di Bangka, in prossimità della città di Sungsang.
Il fiume, dragato fino ad una profondità di 6,5 metri, è navigabile anche da grandi navi fino a Palembang, dove sono presenti grandi impianti portuali utilizzati principalmente per l'esportazione di petrolio, gomma e carbone.

## L'incidente del volo aereo SilkAir 185
Il 19 dicembre 1997, il volo di linea per passeggeri 185 della compagnia aerea SilkAir, diretto da Giacarta a Singapore, è precipitato nel fiume Musi, provocando la morte di tutti i 104 passeggeri e dell'equipaggio a bordo.